# Csáldiráni csata
A csáldiráni csata vagy csaldorani, çaldirani ütközet (török nyelven Çaldiran Savaşi) 1514. augusztus 23-án zajlott le az Oszmán Birodalom és a Szafavida Birodalom serege között. A csatában I. Szelim oszmán szultán jobb fegyverekkel és tüzérséggel ellátott serege nagy győzelmet aratott I. Iszmáíl perzsa sah felett. Perzsia azonban nem szenvedett döntő vereséget, de nem háborgatta az Oszmán Birodalmat egy ideig, amely Európában folytatta tovább terjeszkedését.

## Előzmények
A perzsa területeket a 14–15. században a mongol eredetű timuridák uralták akik 1402-ben súlyos vereséget mértek az oszmán-törökökre a mai török főváros mellett.

A perzsák ezután is véres harcokat folytattak a törökökkel. Közben kapcsolatokat tartottak fenn a törökkel szembenálló európai hatalmakkal, így Magyarországgal is. I. (Luxemburgi) Zsigmond követei is többször megjelentek ezekben az udvarokban.
Uza Haszán a 15. század második felében erős államot hozott létre Perzsiában, s továbbra is tárgyalt a török-elleni szövetségekről a magyar királlyal, a pápával, a johannita lovagrenddel, vagy Velencével.
I. Iszmáíl jelentősen megerősített az országát, ő alapította a Szafavida-dinasztiát. A 15. század végén és a 16. század elején a törökök ismét Ázsiában terjeszkedtek. Az európai államok elsősorban Perzsiától várták a török hatalom megdöntését.

Iszmáíl sikeres harcokat folytatott jól felszerelt seregével a törökök ellen 1501 után, s jó néhány döntő csatát kieszközölt. Sikerei 1507-ben II. Gyula pápa is felfigyelt és sürgette a portugál királynak, a magyar, ill. velencei uralkodónak a mihamarabbi szövetségre lépést.

Iszmáíl 1510-ben megszerezte Transzoxoniát és Korasszánt, s legyőzte az üzbégeket is.
I. Szelim 1512-ben újította fel a háborút, előtte csak a közte és Perzsia közötti peremállamokat hódította meg, mint atyja, II. Bajazid hadvezére. A döntő csatára a két ország határán került sor.

## A szembenálló erők
Szelim és nagyvezíre a bosnyák Herszekli Ahmed nagyvezír 60 ezer katonával sorakozott fel. A janicsár gyalogosok és szpáhi lovasok voltak a sereg legképzettebb erői, ehhez kapcsolódtak az irreguláris aszabok, akindzsik, akik valamelyest szintén képesek voltak motiváltságról tanúbizonyságot tenni. Rajtuk kívül még voltak más nem reguláris egységek és a hűbéresek katonái, akik a legalacsonyabb harci értékkel bírtak. A török seregnek voltak ún. gureba lovassági egységei, melyek arabokból és perzsákból tevődtek össze. A török seregben nagy számmal használtak a reguláris és irreguláris csapatok muskétákat, azonfelül szervezett tüzérségük is volt.
A perzsa sereg úgy 80 ezer embert számolt, de megfelelően képzett erőt jóformán csak a sah testőrsége jelentette. A perzsa sereg főként könnyűlovasságból tevődött össze és leginkább síita vallási fanatikusokból szervezték, akiket a szunnita törökök elleni harc vágya fűtött. Fegyvereik többnyire csak szálfegyverek voltak és kevesebb tűzfegyverük volt, ágyúkkal pedig nem rendelkeztek. A janicsárság muskétákat használt és jó gyalogsági alakzatokat volt képes felvenni, az ellenség megállítására műszaki akadályokat, vagy szekérvárat használt, azonkívül jól szervezett tüzérségük volt.

## A csata
A törökök középen rendezték el szekérvár mögött a janicsárokat, akik töltött muskétákkal álltak készenlétben. Úgyszintén itt állt a tüzérség is. Szemben a Szafavidák lovasserege állt, amelynek nem voltak ágyúik és a harcosoknak is alig volt kézilőfegyverük.
A perzsák tudták, hogy technikailag nagy hátrányban vannak az oszmánokkal szemben, ezért a török bal- és jobbszárny ellen indítottak rohamot, mivel tűzfegyveresek a centrumban koncentrálódtak. Azonban a törökök viszonylag gyorsan átcsoportosították a tüzérséget a szárnyakra és az ágyútűzzel nagy veszteségeket okoztak a perzsáknak. A perzsák harciassága a veszteségek hatására hamar alábbhagyott, mivel harcosaik nem voltak kellő fegyelemhez szokva.
A csatában a török szultán 2000, míg a sah 5000 embert vesztett el.

## Következmények
Bár a sah vereséget szenvedett, de nem járt komoly következményekkel mindez, annak ellenére, hogy a törökök elfoglalták Tebrizt és egész Azerbajdzsánt. Elsősorban azért, mert Szelimnek nem volt célja a perzsa hatalom teljes felszámolása, sokkal inkább érdekelték a balkáni, magyarországi és földközi-tengeri háborúk.

X. Leó pápa mikor tudomást szerzett a csaldiráni vereségről, keserűen állapította meg, hogy mindez az európai államok tétovaságának is köszönhető, többek között Velencéének is, ugyanis Haszán annak idején kérte az itáliai flotta bevonulását Gallipoliba, míg ő keletről támadott volna.
A csaldiráni ütközetet viszont egyes európai jelentések nagyon eltorzították a csaldiráni csatát és perzsa győzelemről beszéltek, valamint Szelim állítólagos haláláról Trapezuntban, a sah keresztény hitvallásáról és a törökországi városok pusztulásáról.

Mindez persze hazugság volt és a török hadigépezet rövidesen elindult európai hódító útra, alig két évtized alatt látványos és jelentős sikereket érve el. Ezen harcok érdemese I. Szulejmán volt, aki újabb háborúkban verte meg a perzsákat.
Az új sah I. Tahmászp elzárkózott a török elleni háborúktól, noha többszöri felszólítást kapott. A sah lényegében békés természetű volt, bár elődje a csaldiráni vereség után néhány szomszédját igázta, kárpótolva magát néhány elvesztett területért.

Bár 1516-ban Szelim ismét hadat akart üzenni a perzsáknak, de gazdasági gondjai miatt a mamelukok egyiptomi birodalmát hódította meg.